# گل‌ساعتیان
گل‌ساعتیان (نام علمی: Passifloraceae) نام یک تیره از راسته مالپیگی‌سانان است.